# Колвилл, Джеймс
Джеймс Ко́лвилл (англ. James Colville; даты рождения и смерти неизвестны) — шотландский футболист, нападающий.
Джеймс Колвилл выступал за шотландский клуб «Аннбэнк». В октябре 1892 года перешёл в английский клуб «Ньютон Хит» из Манчестера (в будущем известный под названием «Манчестер Юнайтед»). Дебютировал в составе «язычников» 12 ноября 1892 года в матче Первого дивизиона против «Ноттс Каунти». 26 ноября 1892 года забил свой первый (и единственный) гол за клуб в матче против «Аккрингтон Стэнли». Провёл в клубе один сезон, сыграв в общей сложности 10 матчей и забив 1 гол.
В июне 1893 года перешёл в английский клуб «Фэрфилд». В дальнейшем был на просмотре в английском клубе «Ноттс Каунти», но контракт с ним не подписали. В июне 1895 года вернулся в клуб «Аннбэнк».